# Пристень
Пристень — посёлок городского типа в Курской области России, административный центр Пристенского района.
Образует одноимённое муниципальное образование посёлок Пристень со статусом городского поселения как единственный населённый пункт в его составе.
Население — 4912 жителя (2021 год).
Расположен в 78 км к юго-востоку от Курска.
Узловая железнодорожная станция «Ржава» на линии Курск — Белгород (магистраль Москва — Харьков), ответвление (31 км) на Обоянь, станция обслуживает также линию Старый Оскол — Губкин — Сараевка.
Автомобильное сообщение. Трасса Пристень — Обоянь — Курск; Пристень — Солнцево — Курск/Воронеж; Пристень — Прохоровка — Белгород.

## История
Населённый пункт впервые упоминается в 1860 году. В 1934-1959 гг. - село Марьино. Статус посёлка городского типа — с 1959 года.

## Население
| 1939  | 1959  | 1970  | 1979  | 1989  | 2002  | 2009  |
| ----- | ----- | ----- | ----- | ----- | ----- | ----- |
| 2455  | ↗4238 | ↗5078 | ↗5341 | ↗5696 | ↘5590 | ↘5167 |
| 2010  | 2012  | 2013  | 2014  | 2015  | 2016  | 2017  |
| ↗5297 | ↘5204 | ↘5150 | ↘5099 | ↗5148 | ↘5078 | ↗5122 |
| 2018  | 2019  | 2020  | 2021  |       |       |       |
| ↘5082 | ↘4956 | ↘4942 | ↘4912 |       |       |       |

## Экономика
В посёлке имеются только предприятия железнодорожного транспорта. Реализован проект строительства свинокомплекса на 24 000 голов (группой компаний «Мираторг»). Функционирует крупное предприятие по производству корма для домашних животных "PetFood"
Работают 5 аптек, 2 отделения банка, почтовое отделение, кафе-ресторан, рынок, торговый центр и пр.

## Культура
В посёлке расположены больница,2 школы, ПТУ, пожарная часть, 3 спортивных стадиона, спортивный комплекс, 2 детских сада, краеведческий музей и т.д. 

## Достопримечательности
- Православная церковь и звонница.
- Две братские могилы советских воинов, погибших в 1941—1943 гг:
  - памятник на территории МКОУ "СОШ № 1 п. Пристень»;
  - памятник, мемориальная доска и вечный огонь на смежном с церковью участке[21].
- Святой источник Серафима Саровского, на территории которого расположена деревянная скульптура этого святого.
- Памятник В. И. Ленину на площади Ленина напротив МКОУ «СОШ №2 пос. Пристень».

## Известные уроженцы
- Келпш, Валентин Валентинович (1937—2000) — Герой Социалистического Труда (1987), генерал-майор инженерных войск, кандидат военных наук.